# Малая Стратиевка
Ма́лая Стра́тиевка (укр. Мала́ Стра́тіївка) — село на Украине, находится в Ободовской сельской общине Гайсинского района Винницкой области.
Код КОАТУУ — 0524183903. Население по переписи 2001 года составляет 755 человек. Почтовый индекс — 24352. Телефонный код — 4343.
Занимает площадь 1,525 км².

## Адрес местного совета
24357, Винницкая область, Тростянецкий р-н, с. Новая Ободовка, ул. Ленина, 1